# Heinz Rückert
Heinz Rückert (* 17. Dezember 1904 in Darmstadt; † 14. Februar 1984 in Berlin) war ein deutscher Opernregisseur. Er war einer der Mitbegründer der hallischen Händel-Renaissance.

## Leben
Rückert wuchs in einem musikalischen Elternhaus auf und kam früh mit der Musik von Johann Sebastian Bach in Berührung. Sein Urgroßvater war der Dichter Friedrich Rückert. Autodidaktisch erlernte er das Klavierspiel. Nach dem Abitur an einem humanistischen Gymnasium in Darmstadt studierte er für drei Jahre Germanistik, Kunstwissenschaften und Theaterwissenschaft in München, wo Artur Kutscher sein bedeutendster Lehrer war. Kutscher brachte ihn auch mit dem Repertoire Händels in Berührung, das in Göttingen der 1920er Jahre seine Renaissance erfuhr.
Kutscher vermittelte ihn 1927 an den Intendanten Georg Hartmann, unter dem er Regieassistent in Dessau werden sollte. Außerdem wirkte er bei Aufführungen an der Bauhausbühne mit. Danach machte er Station als Schauspielregisseur an den Bayerischen Landesbühnen in München. 1931 ging er in die Schweiz und wurde zunächst Schauspielregisseur am Stadttheater St. Gallen. Von 1932 bis 1937 war er Regisseur an der Oper Zürich. Dort hatte er auch 1935 seine erste Händel-Inszenierung. In den 1930er Jahren in der Schweiz wohl eher unerwünscht, ging er zurück nach Deutschland. Ohne Mitglied der Reichstheaterkammer zu sein, wurde er als Oberspielleiter an den Häusern in Bielefeld und ab 1939 in Breslau verpflichtet.
Im Jahr 1941 ging er an das Stadttheater nach Halle an der Saale. 1943 verantwortete er u. a. die von Hellmuth Christian Wolff bearbeitete Erstaufführung von Händels Agrippina. Auch nach der Zerstörung des Theaters im Zuge der alliierten Luftangriffe auf Halle blieb er der Stadt verbunden. Von 1947 bis 1951 war er als Oberspielleiter in Leipzig tätig. Seit 1947 war Rückert Mitglied im Kulturbund. An der halleschen Musikhochschule wurde er 1951 Professor und leitete die Fachrichtung Opernregie, eine erstmals eingerichtete Ausbildungsrichtung in Deutschland. Zu seinen Schülern gehörten u. a. Klaus Harnisch, Reinhard Schau und Stephan Stompor. Sodann wurde er Operndirektor am neu erbauten Theater des Friedens in Halle. Er baute ein Händelkollektiv auf, wozu er den Dirigenten Horst-Tanu Margraf und den Bühnenbildner Rudolf Heinrich nach Halle holte. Ab 1952 führte er regelmäßig Regie bei den Händel-Festspielen Halle, beginnend mit Händes Alcina. Bekannt wurde er für sein Verfahren der Durchtextierung, das er 1954 erstmals in Händels Deidamia erprobte. Er verantwortete in Halle maßgeblich die Händel-Renaissance der 1950er Jahre mit.
Als Vertreter des Musiktheaters wurde er 1955 von Walter Felsenstein nach Berlin geholt. Er war dort bis 1958 als Regisseur und Leiter des Nachwuchsstudios an der Komischen Oper Berlin engagiert. Ab 1959 wirkte Rückert an der Deutschen Staatsoper Berlin. Nachdem Hans Pischner 1963 die Intendanz an der Staatsoper übernommen und andere Schwerpunkte gesetzt hatte, konzentrierte sich Rückert auf Gastinszenierungen in Leipzig und Frankfurt/Oder. Für eine Inszenierung an der Dresdner Semperoper 1964 erhielt er wohl keine Freistellung. 1965 wurde er erneut für zwei Jahre in der Nachfolge von Wolfgang Gubisch Operndirektor in Halle. Die Musikwissenschaft und -kritik allerdings wandte sich neuen Aufführungsweisen zu, sodass er sich auch im Zuge einer Erkrankung immer mehr künstlerisch zurückzog.
Insgesamt hat er sechzehn Händel-Opern inszeniert. Bedeutend waren auch seine Mozart- und Wolf-Ferrari-Operninszenierungen. Darüber hinaus führte er Regie bei Telemanns Pimpinone, Tschaikowskis Die Zauberin und Pfitzners Christ-Elflein. Zu seinem Repertoire gehörten ferner moderne Opern wie Hindemiths Cardillac und Blachers Die Flut. 1948 inszenierte er die Uraufführung der Kammeroper Die Nachtschwalbe von Boris Blacher.
Zuletzt lebt Rückert mit seiner Frau in der Nähe des Berliner Alexanderplatzes, wo er 1984 verstarb.

## Auszeichnungen
- 1957: Nationalpreis der DDR III. Klasse für Kunst und Literatur (im Kollektiv der Händelfestspiele)[5]
- 1964: Händelpreis des Bezirkes Halle[6]
- 1965: Vaterländischer Verdienstorden in Bronze[7]
- 1979: Ehrenmitglied der Deutschen Staatsoper Berlin[8]